# Cartucho de percusión anular

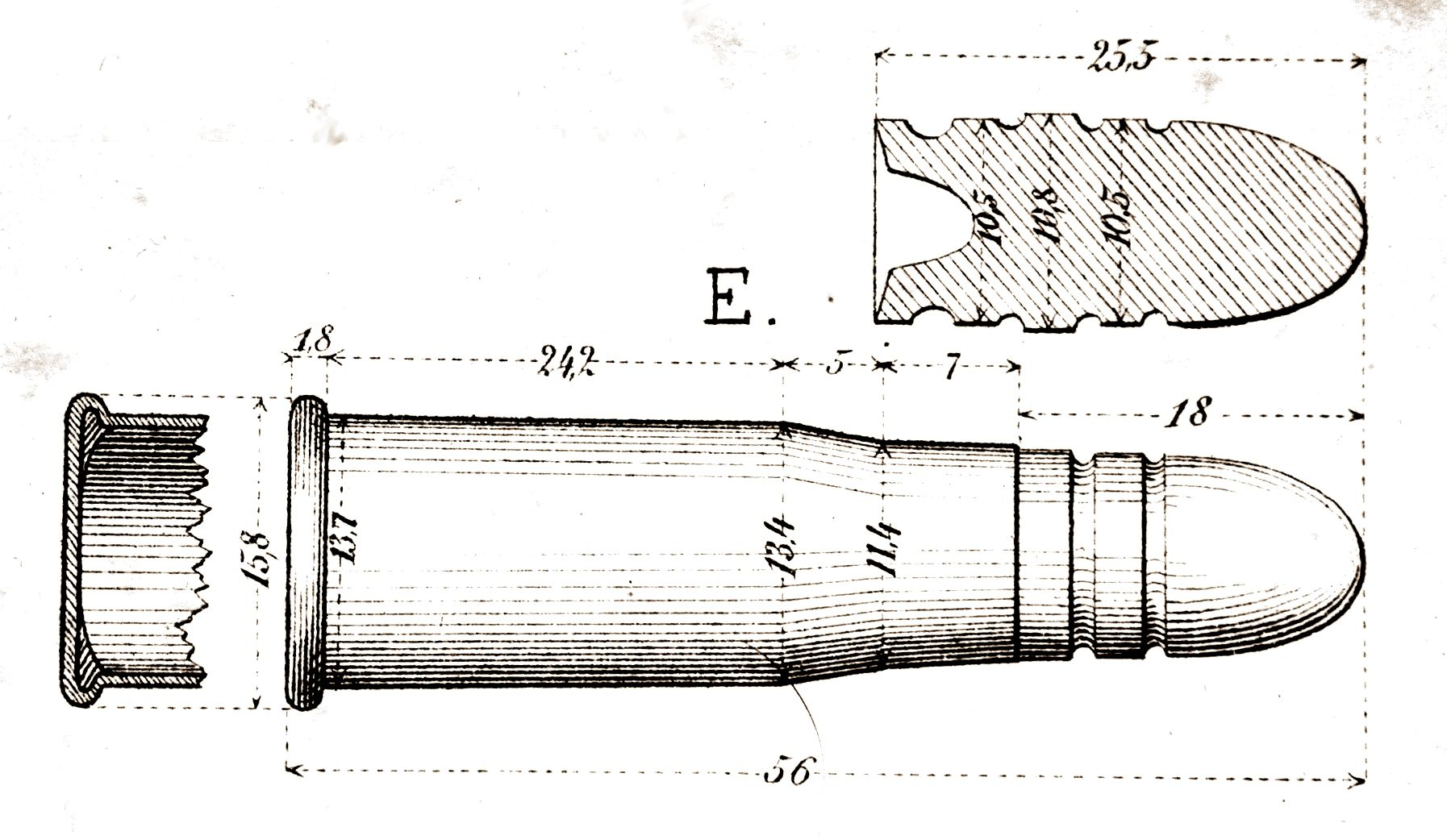
Cartucho Vetterli Ord. suizo 1869

Los cartuchos de percusión anular, actualmente, se pueden encontrar sobre todo en las armas de pequeño calibre utilizadas para el tiro deportivo. Contrariamente a las municiones de percusión central, el fulminato se encuentra contenido en el borde del cartucho que será aplastada por la punta del percutor en el momento de disparar. La ventaja de los cartuchos de percusión anular radica en una fabricación simple y poco costosa, ya que no es necesaria ninguna pieza suplementaria, como el pistón de los cartuchos de percusión central.

## Primer cartucho metálico

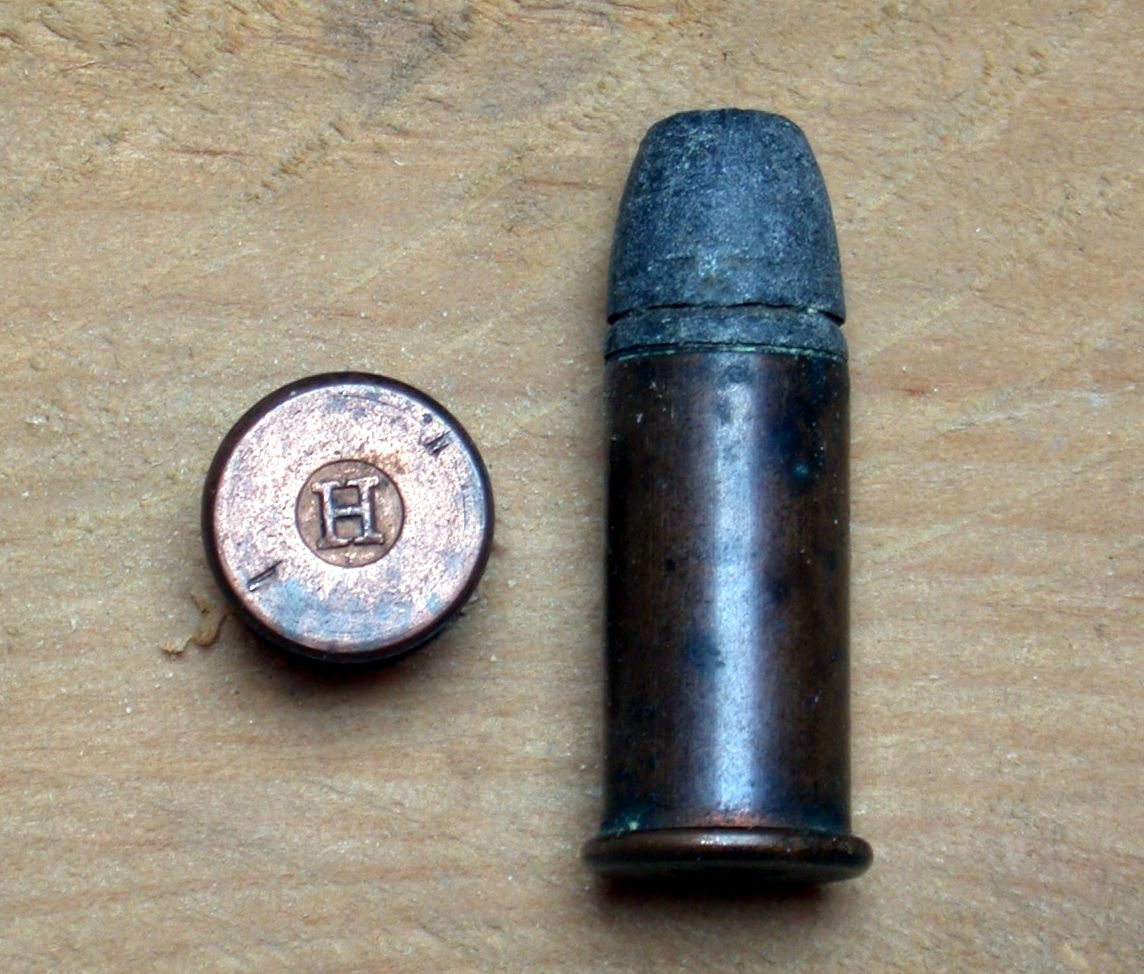
Cartucho .44-Henry-Flat

La percusión anular fue inventada por el armero parisino Louis Nicolas Flobert en 1845. Estos cartuchos con un proyectil de calibre de 6 mm, utilizados para el tiro de salón con pistolas, fueron los primeros cartuchos metálicos fabricados en el mundo. Como carga de propulsión éstos sólo utilizaban un cebado de fulminato de mercurio. En el año 1854, en Estados Unidos, los socios Horacio Smith y Daniel Wesson de la firma Smith & Wesson diseñaron y patentaron una copia mejorada del cartucho Flobert, que sería el antecesor del actual .22 Long Rifle, añadiendo al fulminado una carga propulsora de pólvora negra .
Pero no fue hasta 1860 que Benjamin Tyler Henry, ingeniero de Winchester, puso a punto el primer cartucho de gran calibre de percusión anular, que lo diseñó para su nuevo fusil Henry de repetición, antecesor del fusil Winchester. Este cartucho comprende una vaina de cobre (posteriormente de latón ), con 25 greims (1,6 g) de pólvora negra, propulsando una bala de plomo de calibre nominal .44 (11,18 mm) 216 greims (14,4 g) de peso . Fue seguido de numerosos cartuchos militares como el del fusil suizo Vetterli y de municiones de caza de diferentes calibres. Hacia el final del XIX el sistema a percusión anular comenzó a desaparecer porque las vainas de chapa de cobre o latón delgado no eran lo suficientemente resistentes para apoyar la presión de las cargas necesarias para las municiones modernas. Desde el finales del XIX en los cartuchos de gran calibre la percusión anular fue reemplazada por los cartuchos de percusión central .